# Heard Island and McDonald Islands Marine Reserve

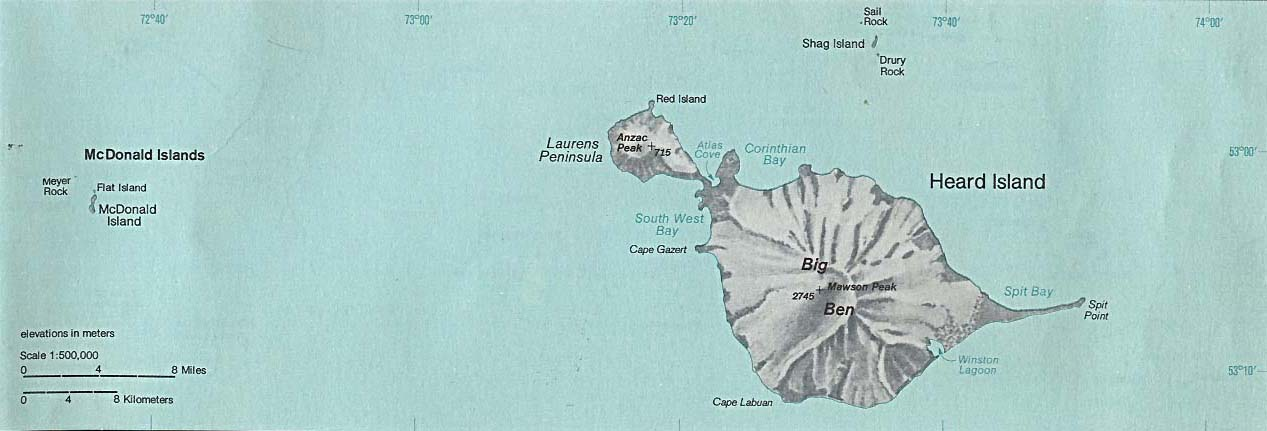
Lagekarte der Inseln des Seegebiets

Das Heard Island and McDonald Islands Marine Reserve ist ein 71.200 km² großes Meeresschutzgebiet im am weitesten von Australien entfernten Außengebiet. Es liegt im Indischen Ozean, 1.700 km nördlich der australischen Mawson-Station in der Antarktis und etwa 4.100 km südwestlich von Western Australia und ist etwa ebenso weit von Südafrika entfernt.
Das Gebiet der Heard und McDonaldinseln ist  seit 1997 als UNESCO-Welterbe gelistet. Am 16. Oktober 2002 wurden etwa 65.000 km² Meeresfläche mit den Inseln unter dem Environment Protection and Biodiversity Conservation Act (EPBC Act) von 1999 zum Schutzgebiet erklärt. Nach einer Erweiterung im März 2014 deckt das Reservat eine Fläche von nunmehr 71.200 km² ab. Die Feuchtbiotope auf der Insel Heard sind für eine Anerkennung nach der Ramsar-Konvention nominiert.
In diesem Gebiet befindet sich eine Umwelt, die, abgesehen von einer Grasart, nicht durch von Menschen eingeschleppte Arten beeinflusst wurde. Allerdings wurde die Region in den 1990er Jahren intensiv befischt.

## Lage

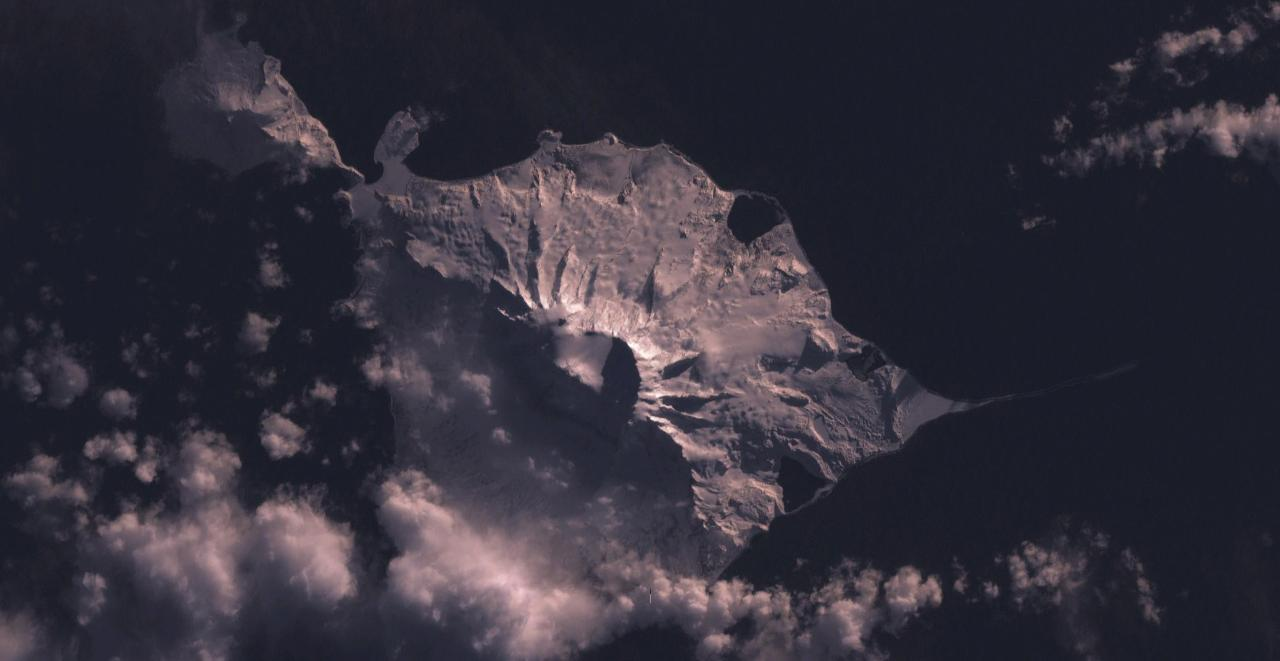
Heard-Insel mit dem Vulkan Big Ben

Die in dem Gebiet befindlichen Heard und McDonaldinseln erheben sich als Bergspitzen über einem durch Vulkane entstandenen Plateau (Kerguelenplateau). Des Weiteren befinden sich in dem Schutzgebiet die kleinen Inseln Shag Island, Drury Rock, Sail Rock und Meyer Rock. Die nächstgelegene nicht zu Australien gehörende Insel ist die nordwestlich liegende französische Île Kerguelen in einer Entfernung von 380 km.
Das unterseeische Plateau ist Teil eines der längsten ozeanischen Gebirgsrücken der Erde, der sich über 2100 km in nordwestlicher Richtung von der Antarktis bis in den Indischen Ozean erstreckt.
Das Schutzgebiet umfasst die Inseln, das Seegebiet und eine Exclusive Economic Zone. Die anderen Meeresschutzgebieten Australiens stehen unter Verwaltung des Commonwealth, der australischen Bundesregierung; nur das Heard Island and McDonald Islands Marine Reserve untersteht der Australian Antarctic Division.

## Geologie
Das Meeresschutzgebiet befindet sich im Bereich des Kerguelenplateaus, eines vor etwa 35–120 Mio. Jahren durch die vulkanische Tätigkeit des Kerguelen-Hotspots  entstandenen Untermeerischen Plateaus. Dieses teilt sich geologisch in das nördliche, zentrale und südliche Gebiet sowie in die Elan Bank und das Labuan Basin auf. Über dem Plateau erheben sich weitere Bänke wie Aurora Bank, Coral Bank, Pike Bank, Discovery Bank und Shell Bank bis in etwa 200 m Wassertiefe, erreichen aber, abgesehen von den Kerguelen und den Inseln Heard und McDonald, nirgends die Wasseroberfläche. Sie gründen sich geografisch isoliert aus unterschiedlichen Meerestiefen und setzen sich aus unterschiedlichem Gesteinsmaterial zusammen.
Die Insel Heard bildete sich in drei zeitlichen Etappen: In der ersten Etappe vor 45–50 Mio. Jahren entstanden Kalkstein, Gabbro und Dolerit, die heute nur am südlichen Rand der Laurens-Halbinsel zutage treten, sich unter Wasser aber über große Teile des Kerguelenplateaus erstrecken; später (vor etwa 9 Mio. Jahren) folgten Konglomerat, Sandstein, tongebundene Gesteine sowie Basalt mit trachytischen Intrusionen. Zuletzt (vor weniger als 1 Mio. Jahren) wurden durch den Ausstoß großer Mengen basaltischer Lava die heutigen Vulkanberge wie der Big Ben oder der geologisch sehr junge Mount Dixon gebildet.

## Klima
Das Klima ist aufgrund der Lage des Gebiets südlich der antarktischen Konvergenz, in der kaltes antarktisches Wasser auf weniger kaltes subantarktisches Oberflächenwasser des Indischen Ozeans trifft, ganzjährig kalt und windig. Die durchschnittlichen monatlichen Höchsttemperaturen liegen zwischen 0,0 °C und 4,2 °C; die durchschnittliche Windgeschwindigkeit beträgt um die 30 km/h. An 150 Tagen im Jahr gibt es Stürme und an 41 Tagen im Jahr Orkane. 70 % der Heardinsel sind von Eis und Schnee bedeckt.

## Fauna
Die Insel Heard ist ein wichtiger Brutplatz für Pinguine, von denen hier vier Arten (Königspinguin, Eselspinguin, Goldschopfpinguin und Felsenpinguin) vorkommen, die zum Teil große Kolonien (bis zu mehrere zehntausend Vögel) bilden. Außerdem brüten 15 flugfähige Vogelarten auf Heard; weitere 28 Arten, die nicht hier brüten, wurden als Gäste oder über dem Meer gesichtet. Als Brutvögel beobachtet wurden vier Arten von Sturmvögeln (Riesensturmvogel, Kapsturmvogel, Antarktiksturmvogel und Dickschnabel-Sturmvogel), drei Arten Albatrosse (Wanderalbatros, Schwarzbrauenalbatros, Rußalbatros) und zwei Arten Tauchsturmvögel (Lummensturmvogel und Breitschnabel-Sturmvogel). Ferner brüten hier Buntfuß-Sturmschwalbe, Dominikanermöwe, Antipodenseeschwalbe, Subantarktikskua sowie endemisch die Heardscharbe und eine Unterart des Schwarzgesicht-Scheidenschnabels (Chionis minor nasicornis).
Drei Robbenarten (Südlicher See-Elefant, Antarktischer Seebär und Subantarktischer Seebär) brüten auf der Insel Heard. Der Seeleopard erscheint als häufiger Gast, ohne hier zu brüten. Seltener gesichtet wurden Weddellrobbe, Krabbenfresser und Rossrobbe.
In den küstennahen Gewässern innerhalb von zwölf Seemeilen um die Inseln finden sich zahlreiche Vertreter der Antarktisdorsche und Krokodileisfische. In den tieferen Gewässern (tiefer als 500 m) und außerhalb des Kerguelenplateaus dominieren Schwarzer Seehecht, Riesen-Antarktisdorsch, Grenadierfische und Rochen, und in den entfernteren Seegebieten Laternenfische.
Im Meeresschutzgebiet wurden Blauwal, Finnwal, Schwertwal, Stundenglasdelfin, Layard-Wal, Brillenschweinswal, Buckelwal, Pottwal, Südlicher Zwergwal, Grindwal, Südlicher Entenwal, Commerson-Delfin, Schwarzdelfin, Südlicher Schwarzwal und Südkaper beobachtet.

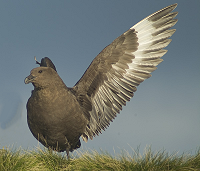
Subantarktikskua
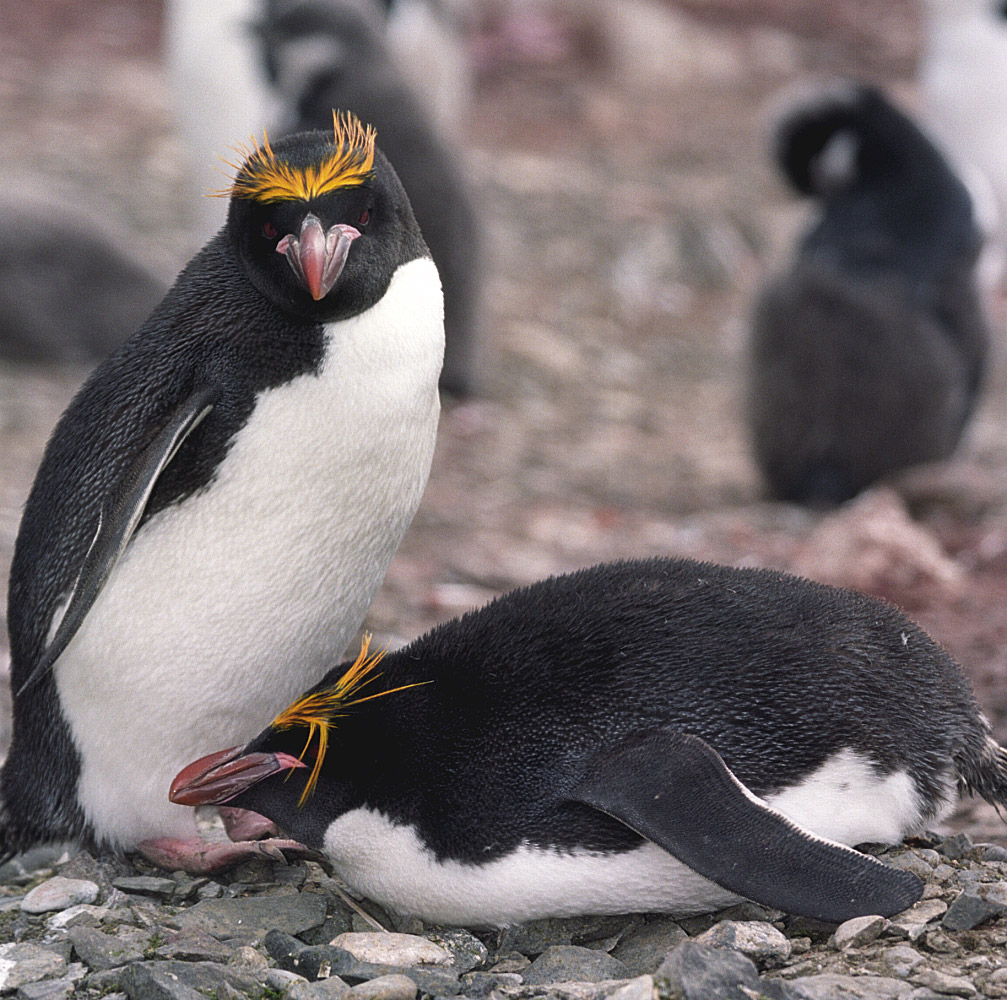
Goldschopfpinguin
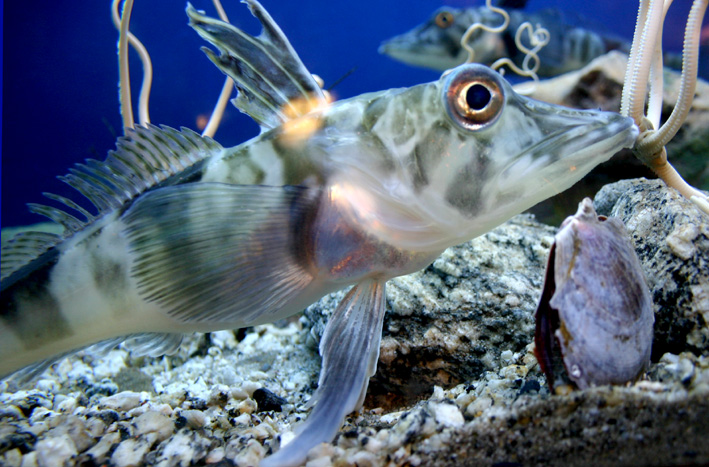
Krokodileisfisch
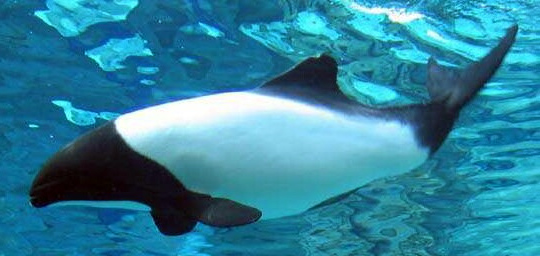
Commerson-Delfin
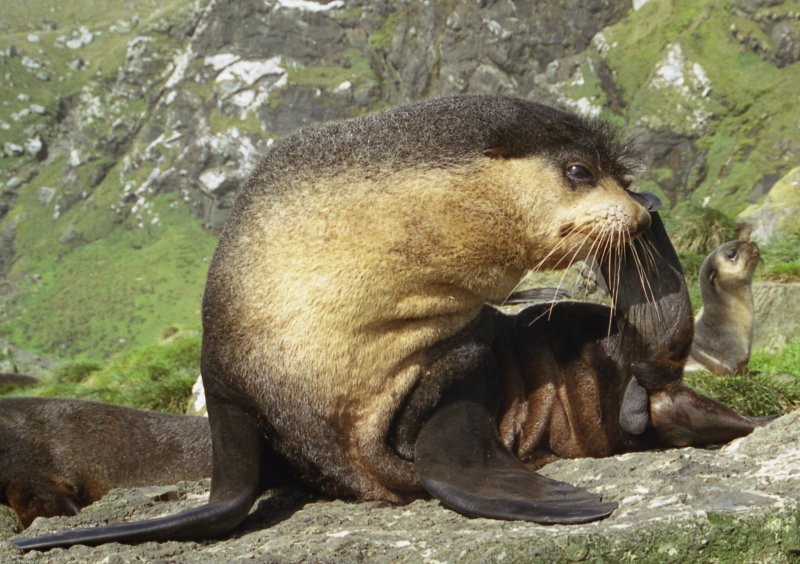
Subantarktischer Seebär

Seit 1997 werden die Bestände von Schwarzem Seehecht (Dissostichus eleginoides) und Bändereisfisch (Champsocephalus gunnari) in den Gewässern nahe den Inseln mit Langleinen kommerziell befischt.

## Flora
Aufgrund des kalten Klimas sind lediglich 20 km² der Insel Heard von Vegetation bedeckt, vor allem an der Küste. Die Flora ist artenarm und besteht vor hauptsächlich aus Moosen und Flechten. Bisher wurden 44 Moos-, 12 Lebermoos- und 34 Flechtenarten gezählt. Ferner gibt es zwölf Arten von Gefäßpflanzen, von denen keine endemisch ist. Gegenwärtig sind sechs verschiedene Pflanzengesellschaften auf Heard bekannt.
Die einzige möglicherweise vom Menschen in das Schutzgebiet eingeschleppte Art ist das Einjährige Rispengras. Es wird allerdings nicht ausgeschlossen, dass diese Spezies auf natürliche Weise von den Kerguelen hierher gelangt ist.